# Kokietnik
Kokietnik (Phyllocladus) – rodzaj drzew i krzewów z rodziny zastrzalinowatych (Podocarpaceae). Obejmuje we florze współczesnej cztery gatunki występujące na Filipinach, Borneo i Nowej Gwinei oraz wyspach między nimi leżących, a także na Tasmanii i Nowej Zelandii. W przeszłości, podczas trzeciorzędu, przedstawiciele tego rodzaju byli bardziej zróżnicowani i odgrywali większą rolę we florze tego obszaru, występując także w Australii i Patagonii. Należą tu zarówno rośliny dwupienne jak i  jednopienne. Wyróżniają się charakterystycznie spłaszczonymi pędami – fyllokladiami. Rośliny te występują głównie w zaroślach i lasach górskich. Gatunki drzewiaste wykorzystywane są jako źródło surowca drzewnego. Z kory P. trichomanoides Maorysi uzyskiwali czerwony barwnik.

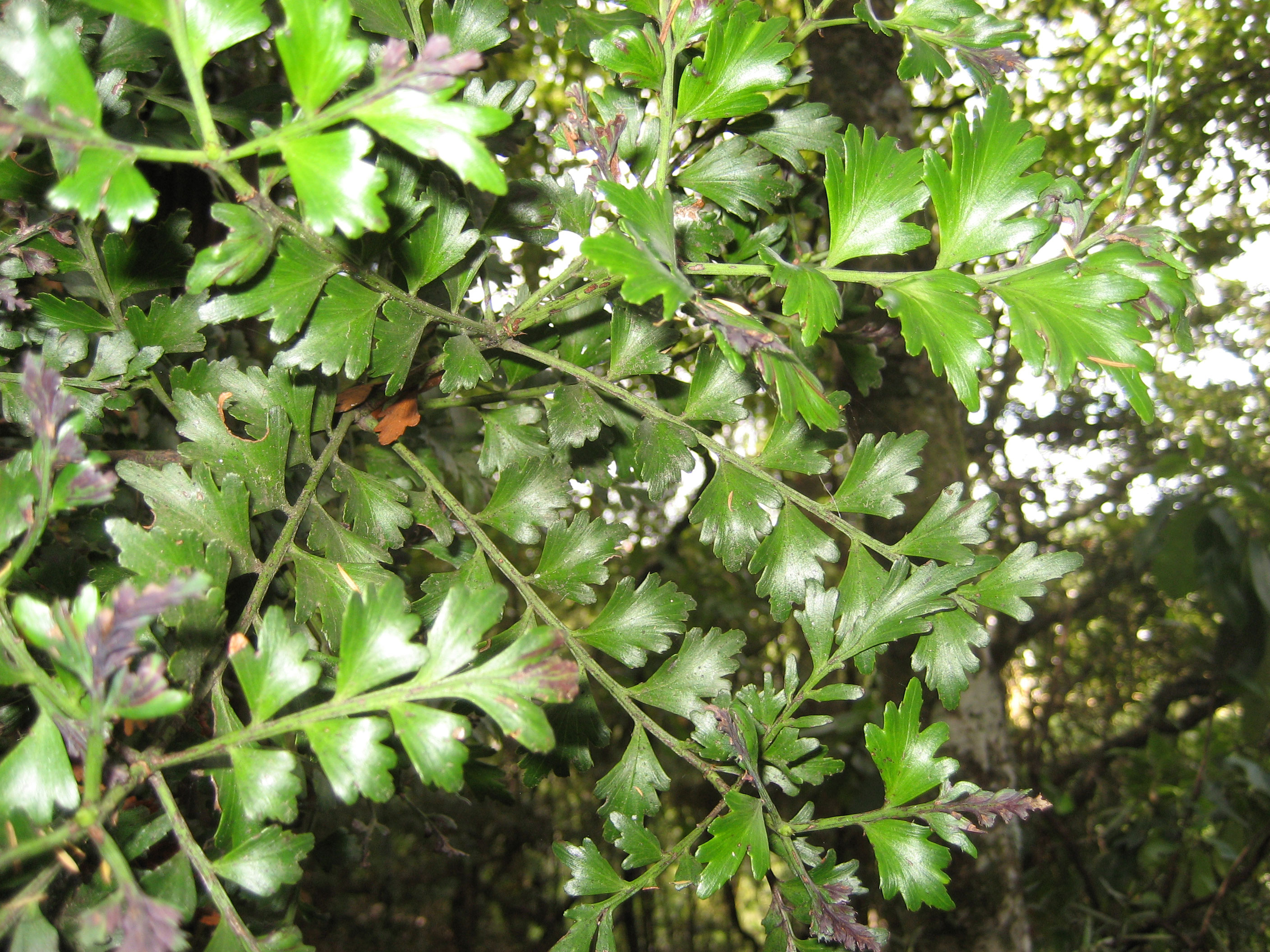
Phyllocladus trichomanoides

## Morfologia
PokrójRośliny osiągające od nieco ponad 1 metr do 30 m wysokości. Pęd główny rozgałęzia się często okółkowo. Końcowe odcinki pędów rozgałęziające się naprzeciwlegle są spłaszczone i pełnią funkcję asymilacyjną (fyllokladia). Mają one kształt wachlarzowaty, na brzegu są drobnoząbkowane lub wcinane do pierzasto podzielonych.
LiścieMłodociane są jednonerwowe, równowąskie i ułożone skrętolegle. Rozwijają się tylko u siewek. Właściwe liście zredukowane są do drobnych łusek u nasady fyllokladiów.
Organy generatywneKrótkie, czerwonobrązowe i kotkowate strobile męskie zebrane są w skupienia na końcach pędów. Ziarna pyłku zaopatrzone są w skrzydełka. Strobile żeńskie wyrastają na krawędzi fyllokladiów. Składają się z mięśniejącej osnówki otaczającej zalążki.
NasionaNa płodnej łusce (makrosporofilu) rozwija się pojedyncze, wzniesione ku górze nasiono, do połowy otoczone osnówką. Nasiono jest owalne, spłaszczone wzdłuż dłuższej osi, pozbawione skrzydełka.

## Systematyka
Rodzaj zaliczany jest do rodziny zastrzalinowatych (Podocarpaceae) lub wyodrębniany w osobną rodzinę Phyllocladaceae Bessey 1907. Genowe analizy filogenetyczne nie dają jednoznacznych wyników, według niektórych badaczy potwierdzają siostrzaną pozycję tego rodzaju w stosunku do innych zastrzalinowatych, według innych rodzaj ten zagnieżdżony jest w obrębie zastrzalinowatych. W obrębie rodzaju gatunki tworzą dwie grupy siostrzane – do jednej należy P. aspleniifolius i P. toatoa, do drugiej P. trichomanoides i P. hypophyllus.
Wykaz gatunków
- Phyllocladus aspleniifolius (Labill.) Hook.f.
- Phyllocladus hypophyllus Hook.f.
- Phyllocladus toatoa Molloy
- Phyllocladus trichomanoides D.Don

Opisano także wymarłe gatunki występujące w trzeciorzędzie i czwartorzędzie:
- P. aberensis, P. annulatus, P. lobatus, P. morwellensis.